# Paul Reubens
Paul Reubens   (Peekskill, 27 d'agost de 1952 - Los Angeles, 30 de juliol de 2023) va ser un comediant i actor estatunidenc amb una reeixida carrera tant en el vessant humorista com en el d'actor en pel·lícules.

## Biografia
Reubens es va unir a la companyia de Los Angeles The Groundlings la dècada del 1970 i va començar la seva carrera com a comediant d'improvisació i actor de teatre. El 1982, Reubens estrena una sèrie sobre un personatge que havia estat desenvolupant durant els últims anys. L'espectacle es va dir Pee-wee Herman Show i va funcionar durant cinc mesos amb un especial èxit a l'HBO. Pee-wee es va convertir ràpidament en una figura de culte i la propera dècada Reubens estaria completament compromès amb el seu personatge, fent totes les seves aparicions públiques i entrevistes com a Pee-wee. El 1985 La Gran Aventura de Pee-wee, dirigida pel llavors desconegut Tim Burton, va ser un èxit financer i, malgrat rebre crítiques, es va convertir en una pel·lícula de culte. Big Top Pee-wee, 1988, la seva seqüela, va tenir menys èxit que l'anterior. Entre 1986 i 1990 va interpretar el paper de Pee-wee en la CBS els dissabtes al matí en un programa infantil anomenat Pee-wee Playhouse.
El juliol del 1991, després de decidir separar-se uns anys de Pee-wee, Reubens va ser arrestat per exhibicionisme en ser trobat per la policia masturbant-se en un cinema per a adults en Sarasota, Florida. La detenció va provocar una reacció en cadena de l'atenció nacional dels mitjans de comunicació canviant l'opinió del públic en general sobre Rubens i Pee-wee. La detenció va ajornar el compromís que tenia Reubens en diversos projectes fins a 1999, quan va aparèixer en el Mystery Men i va començar a donar entrevistes més com ell mateix que com Pee-wee.
Des de 2006, Rubens va fer aparicions com a convidat en nombrosos projectes, com Ren 911!, 30 Rock, i Pushing Daisies. Des de la dècada de 1990, ha treballat en dues possibles pel·lícules de Pee-wee una fosca i adulta, coneguda com La història de Pee-wee Herman, i una aventura èpica familiar anomenada Pee-wee's Playhouse: The Movie. El 2010 va protagonitzar a Broadway El Show de Pee-wee Herman.

## Filmografia

### Cinema
- 1980: Pray TV
- 1980: Midnight Madness
- 1980: The Blues Brothers
- 1980: Cheech & Chong's Next Movie
- 1981: Nice Dreams
- 1981: Dream On!
- 1982: Pandemonium
- 1984: Meatballs Part II
- 1985: Pee-wee's Big Adventure
- 1986: Flight of the Navigator
- 1987: Back to the Beach
- 1988: Big Top Pee-wee
- 1992: El retorn de Batman (Batman Returns)
- 1992: Buffy the Vampire Slayer
- 1993: Malson abans de Nadal (The Nightmare Before Christmas)
- 1996: Dunston Checks In
- 1996: Matilda
- 1997: Buddy
- 1997: Beauty and the Beast: The Enchanted Christmas
- 1998: Dr. Dolittle
- 1999: Mystery Men
- 2000: South of Heaven, West of Hell
- 2001: Blow
- 2004: Teacher's Pet
- 2006: The Tripper
- 2007: Ren 911!: Miami
- 2009: Life During Wartime
- 2011:  Els barrufets  (The Smurfs)
- 2013: The Smurfs 2
- 2013: Tom and Jerry's Giant Adventure
- 2015: Accidental Love